# Jean-Baptiste Dumonceau
Jean-Baptiste Dumonceau de Bergendal, né le 7 novembre 1760 à Bruxelles dans les Pays-Bas autrichiens et mort le 29 décembre 1821 à Forest au royaume uni des Pays-Bas, est un militaire et homme politique belge de la fin du XVIIIe siècle et du début du XIXe siècle. Il a été alternativement au service des États Belgiques unis, de la France et du royaume uni des Pays-Bas.

## Biographie
Il s'est d'abord destiné à la profession d'architecte, pour laquelle il a des dispositions marquées. Dans l'acte d'inhumation de sa première épouse en 1795, il est d'ailleurs encore qualifié de maitre tailleur de pierre presentement General au service de la Republique francaise. Il fait ses premières armes pendant la révolution brabançonne en 1789, comme volontaire dans un bataillon de chasseurs désigné sous le nom de Canaris à cause de la couleur de son uniforme, dont il devient lieutenant-colonel en novembre 1789. Après l'échec de la révolution en 1790, il fuit et passe au service de la France. Il commande l'un des bataillons de la légion belge. Il est à Jemappes et devient général de brigade en 1793, après sa défense des approches de Lille contre le jeune comte de Bouillé.

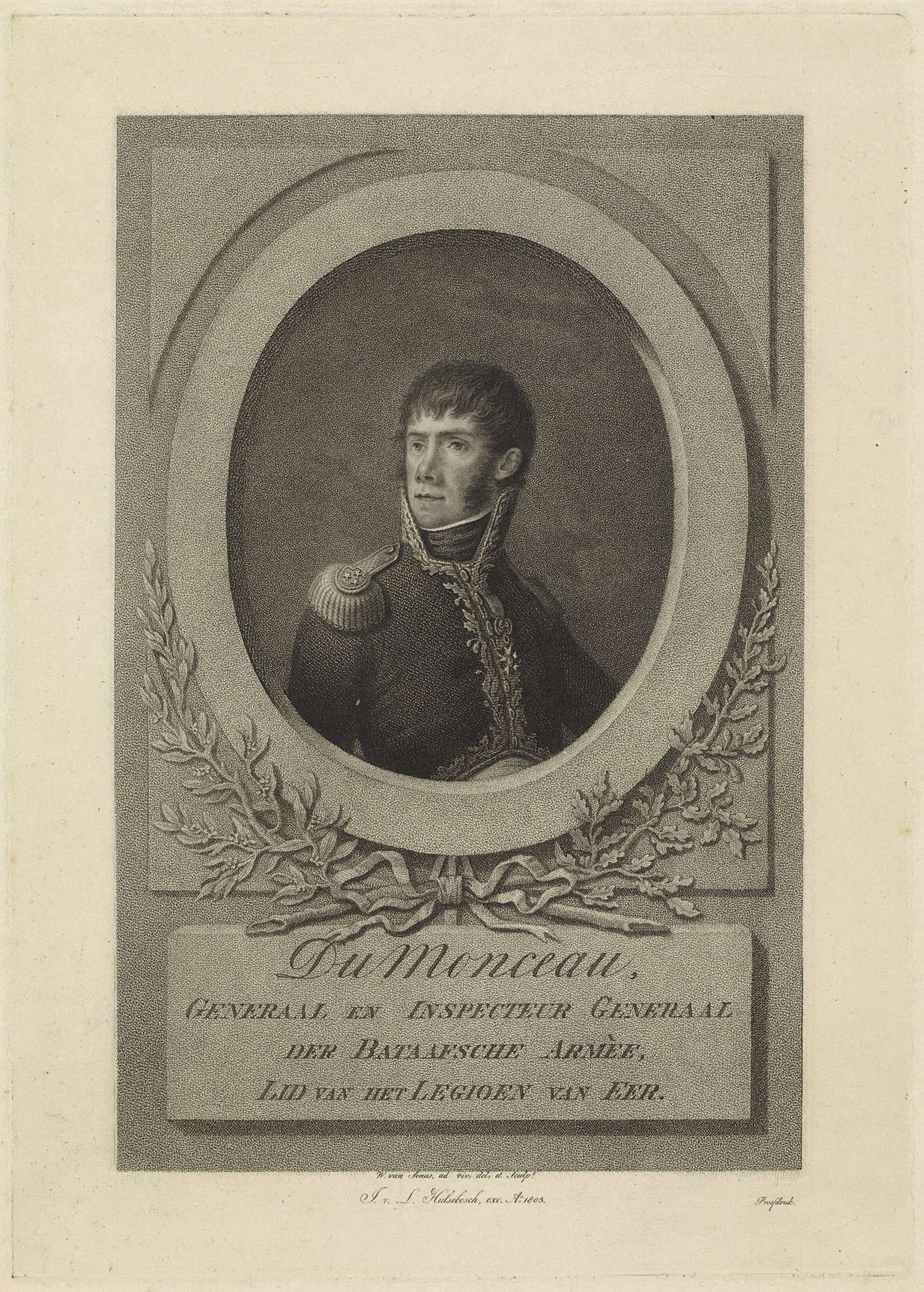
Gravure de Jean-Baptiste Dumonceau par Willem van Senus (1805).

Ayant participé à l'invasion des Provinces-Unies par le général Pichegru en 1795, il passe en qualité de lieutenant-général, au service de la République batave. En 1796, il commande les troupes protégeant les provinces de Groningue, Frise et Drenthe, puis est nommé gouverneur militaire de La Haye. Lors du débarquement anglo-russe en 1799 en Hollande, il est blessé à la bataille de Bergen. En 1805, il commande le corps de troupes bataves placé sous les ordres du maréchal Mortier.
Après la transformation de la République batave en royaume de Hollande confié à Louis Bonaparte en 1806, le général Dumonceau devient conseiller d'État et maréchal de Hollande. Il commande régulièrement les troupes hollandaises dans les guerres napoléoniennes. Le 30 mars 1809, il est naturalisé citoyen hollandais par Louis, avant d'être fait comte de Bergenduin le 15 avril 1810. Après l'annexion de la Hollande par la France en juillet 1810, Dumonceau est fait comte de l'Empire par Napoléon Ier le 28 janvier 1811, puis comte de Bergendal, avec l'établissement de majorat sur le département d'Ombrone le 2 mai 1811. Ce titre est confirmé par le roi Guillaume des Pays-Bas par décret royal le 24 mars 1820, comme comte du Monceau, mais sans le de Bergendal qui rappelait une victoire française à Bergen gagnée en grande partie grâce à lui, comme Brune le reconnaîtra.
Il participe à la campagne de 1813, sous les ordres du général Vandamme et assure la retraite de l'armée après la capture de Vandamme à la bataille de Kulm. Il est à son tour capturé à Dresde le 11 novembre 1813, avec le maréchal Gouvion-Saint-Cyr jusqu'à l'abdication de Napoléon en avril 1814. Il ne joue aucun rôle aux Cent-Jours, où il est le chef de corps de Mézières. 
Il démissionne de son grade de général de division français le 4 septembre 1815. Il rentre alors à Bruxelles et devient aide de camp de Guillaume Ier. Il est élu député du Brabant-Méridional à la seconde Chambre des États généraux des Pays-Bas du 15 mars 1820, à sa mort le 29 décembre 1821, à Forest.

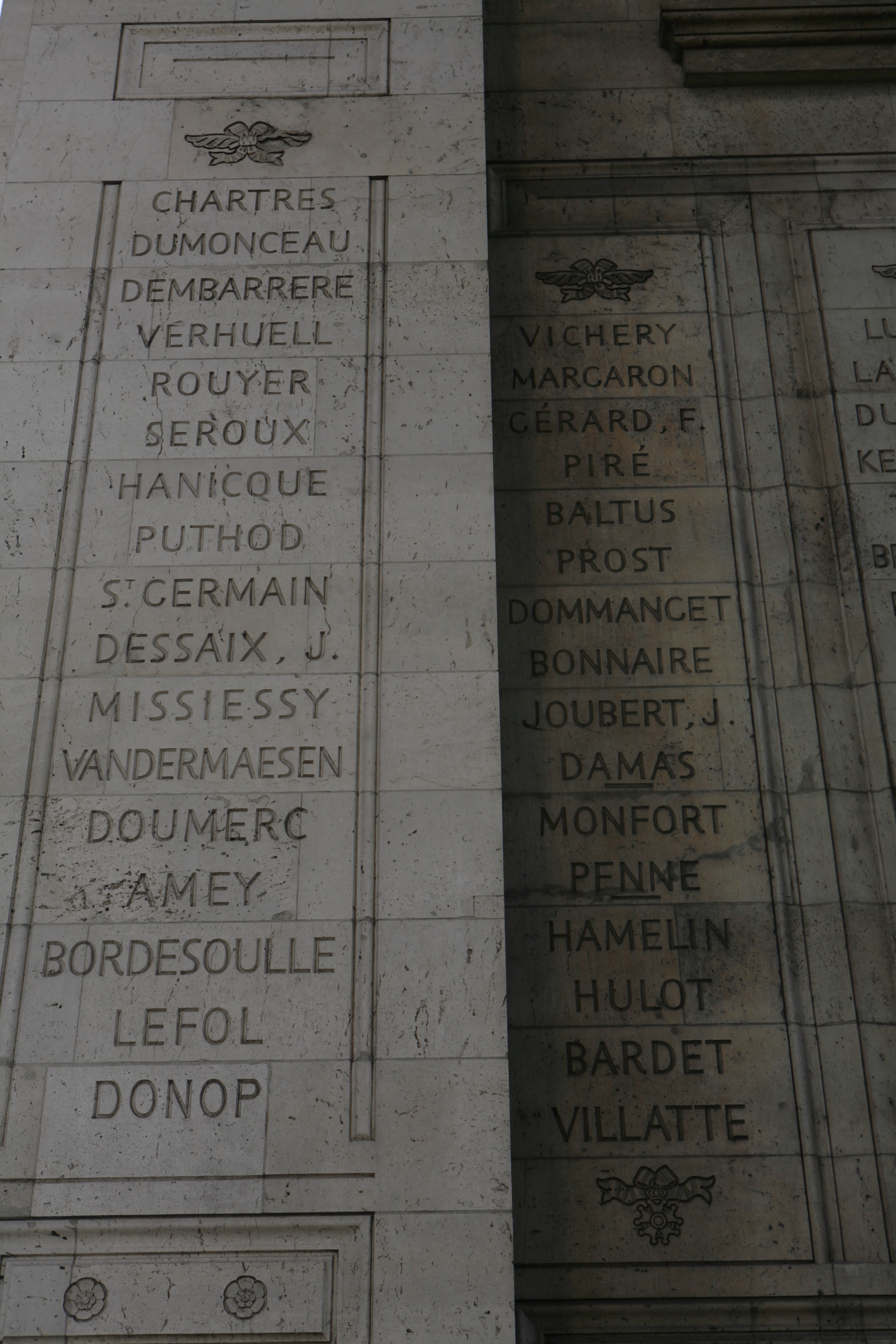
Noms gravés sous l'arc de triomphe de l'Étoile : pilier Ouest, 1ère et 2e colonnes.

Il était surnommé le « général sans tache » par ses soldats en raison de sa probité.   Il fut nommé Grand Aigle de la Légion d'honneur

## Situation familiale
Fils de Pierre Du Monceau et de Catherine Van der Meiren, Jean-Baptiste Du Monceau est né à Bruxelles et fut baptisé le 7 novembre 1760, ainsi que ses frères nés après lui, en l'église de Notre-Dame de la Chapelle. Ses parents s'étaient mariés à Bruxelles, paroisse Saint-Géry, le 1er juin 1760. Pierre Du Monceau, né à Uccle, était le fils de Jean Baptiste Du Monceau, coutre de l'église paroissiale, et de Clara Everaerts. Pierre Du Monceau était graissier et avait obtenu la bourgeoisie de Bruxelles le 18 juillet 1760. Il mourut à Bruxelles le 26 août 1791 et fut inhumé au cimetière de Notre-Dame de la Chapelle le 28 du même mois. Catherine Van der Meiren, sa veuve, est morte Bruxelles quelques mois plus tard, le 9 février 1792, et fut inhumée le 11 du mois au cimetière de Notre-Dame de la Chapelle.
Le général Dumonceau a été marié deux fois. Il a épousé en premières noces à Bruxelles, paroisse Notre-Dame de la Chapelle, le 5 mai 1782 Anne Marie Appoline Colinet ou parfois Collinet, née le 25 décembre 1758 à Macon, près de Chimay. Après la mort de celle-ci à Bruxelles le 14 juin 1795, il épouse Agnes Wilhelmina Cremers à Groningue le 22 mai 1796. 
Son fils Jean-François (François) Dumonceau (1790-1884), son petit-fils Charles-Henri-Félix (1827-1918) et son arrière-petit-fils Joseph-Henri-Félix Dumonceau (1859-1952) ont été aides de camp de Guillaume III puis de Wilhelmine. Cécile Dumonceau (1819 - 1905), fille de Jean-François (François) Dumonceau et de Thérèse Anne D'Aubremé, épousa à Bruxelles en 1840 Joseph Emmanuel Jérôme Zaman.
Son gendre, qu'il ne connut pas, Charles-Victor De Bavay (1801 - 1875) épousa à Forest en 1842 Lucie Elisabeth Dumonceau (1812 - 1859), fille qu'il avait eue avec sa seconde épouse Agnes Wilhelmina Cremers. Charles Victtor de Bavay fut procureur général près de la Cour d'appel de Bruxelles.
Un comte du Monceau fut également corégent du royaume des Pays-Bas.
Les descendants de Jean Baptiste Dumonceau ou Du Monceau (il signait des deux manières), sont maintenant soit comte du Monceau de Bergendal, soit comte Du Monceau de Bergendal et ne portent quasiment plus leur titre de comte de Bergenduin. En général, ils sont connus comme comte du Monceau.

## Héraldique
Titre de comte de Bergendal, accordé par décret du 18 janvier 1811 à Jean, Baptiste Dumonceau. Saint-Cloud (2 mai 1811). Règlement d'armoiries :
| Blason | Blasonnement : Ecartelé : aux premier et quatrième, d'azur à l'épée haute en pal d'argent, montée d'or ; aux deuxième et troisième, d'or à la bande de sable chargée de trois canaris d'or ; au franc-quartier des comtes tirés de l'armée, brochant au neuvième de l'écu. Livrées : les couleurs de l'écu. |